# Bronce de Ascoli

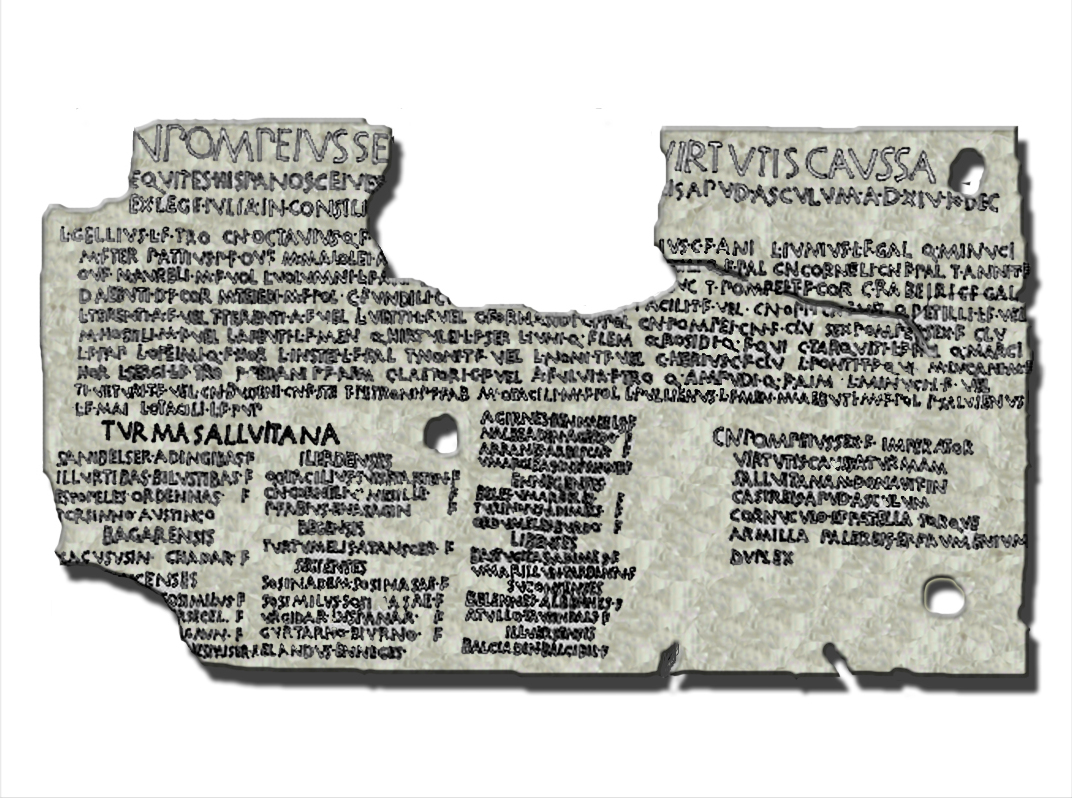
Reproducción del bronce de Ascoli.

El bronce de Ascoli es una placa inscrita de bronce del año 89 a. C. encontrada en 1908 en Ascoli (Italia). Para combatir contra los socii (socios) itálicos sublevados en la guerra de los Aliados (91-88 a. C.), el cónsul Pompeyo Estrabón contó con una caballería llamada Turma Salluitana. Como premio a la conquista de Ascoli, el cónsul les concedió entre otras recompensas la ciudadanía romana, hecho que reflejó en una tablilla de bronce.

## Propiedades
El bronce de Ascoli es una placa inscrita de bronce del año 89 a. C. hallada en 1908 en Asculum (Ascoli) y que se encuentra actualmente en el Museo Capitolino, en Roma.
Básicamente hace referencia a las recompensas dadas por Cneo Pompeyo Estrabón a la Turma Salluitana en la toma de Ascoli durante la guerra Social o de los Aliados (hacia el 90 a. C.).
Aunque en un principio se creyera que todos los nombres que aparecen en este bronce fuesen Íberos, diferentes estudios han planteado la hipótesis de que algunos de los nombres tengan procedencia onomástica vascónico-aquitana, por ejemplo "ENNEGES" o "ARRANES ARBISCAR F."
Cabe destacar que los jinetes auxiliares que participaron en esta batalla procedían de Hispania, en concreto del valle medio del Ebro.
Otro aspecto a tener en cuenta es que los padres de estos jinetes seguían teniendo nombres extranjeros, mientras que algunos de ellos presentaban nombres latinizados, esto da cuenta de los progresos de la romanización del imperio.

### Configuración
La tábula está dividida en cuatro bloques:
EncabezamientoLo forman las tres primeras líneas, en las que se detalla las recompensas que fueron entregadas al escuadrón de caballería; resaltando la de la ciudadanía romana. En esta líneas se indica la concesión de la ciudadanía por parte de Pompeyo Estrabón a los jinetes hispanos, en virtud de la LEX IULIA de CIVITATE LATINIS ET SOCIIS DANDA, en el campamento ubicado frente a la ciudad de Ascoli, el 17 de diciembre.
Parte centralEn ella se cita a los miembros del concilium (consejo de campaña formado por legados, tribunos militares y élite social romana). En el nombre de los oficiales romanos constaba el nomen, el  praenomen, la filiación y la tribu. Entre estos nombres se encontraban Pompeyo Magno y Lucio Sergio Catilina.
Parte inferiorSe concreta a quién se le otorga la ciudadanía romana, apareciendo una lista de sus jinetes íberos de Zaragoza, Lérida, Ejea de los Caballeros y otras ciudades.
Parte inferior derechaEn esta última parte se hace referencia al primer bloque, añadiendo otras recompensas ofrecidas a los jinetes.

### Turma Salluitana
Existen diversas hipótesis para su denominación como TVRMA SALLVITANA (Salduie ciudad íbera sobre la que se fundó más tarde Caesar Augusta, actual Zaragoza) siendo el origen de sus componentes diverso:
1. Tesis clientelar, se creía que el oficial al mando de las tropas daba nombre a la escuadra. Esta hipótesis fue descartada.
2. Tesis de mayoría, se basaba en el origen de los jinetes (Salduie). Esta tesis no se sostiene puesto que sólo cuatro de los jinetes procedían de la citada región.
3. Tesis de capitalidad política y administrativa de Salduie, tiene en contra que supone una anticipación a lo que años más tarde sería conocido como Caesar Augusta
4. Tesis de centro práctico de reclutamiento. Se basa en que debido a la rapidez del reclutamiento, Salduie sería un punto estratégico por su situación central y su fácil acceso a río Ebro.

## Texto
La parte del texto que corresponde a la lista de nombres es la siguiente:
| TVRMA SALLVITANA | TVRMA SALLVITANA | AGIRNES BENNABELS F. NALBEADEN AGERDO F. ARRANES ARBISCAR F. VMARGIBAS LVSPANGVB(as) F. ENNEGENSIS BELES VMARBELES F. TVRINNVS ADIMELS F. ORDVMELES BVRDO F. LIBENSES BASTUGITAS ADIMELS F. VMARILLVN TARBANTV F. SVCONSENSES BELENNES ALBENNES F. ATVLLO TAVTINDALS F. ILLVERSENSIS BALCIADIN BALCIBIL(os) F. |
| SANIBELSER ADINGIBAS F. ILURTIBAS BILVSTIBAS F. ESTOPELES ORDENNAS F. TORSINNO AVSTINCO F. BAGARENSIS CACVSVSIN CHADAR F. ////CENSES //////SOSIMILVS F. /////IRSECEL F. /////GAVN F. //////NESPAISER F. | ILERDENSES Q. OTACILIVS SUISETARTEN F. CN. CORNELIUS NESILLE F. P. FABIVS ENASAGIN F. BEGENSIS TVRTVMELIS ATANSCER F. SEGIENSIS SOSINADEM SOSINASAE F. SOSIMILVS SOSINASAE F. VRGIDAR LVSPANAR F. GVRTARNO BIVRNO F. ELANDVS ENNEGES F. | AGIRNES BENNABELS F. NALBEADEN AGERDO F. ARRANES ARBISCAR F. VMARGIBAS LVSPANGVB(as) F. ENNEGENSIS BELES VMARBELES F. TVRINNVS ADIMELS F. ORDVMELES BVRDO F. LIBENSES BASTUGITAS ADIMELS F. VMARILLVN TARBANTV F. SVCONSENSES BELENNES ALBENNES F. ATVLLO TAVTINDALS F. ILLVERSENSIS BALCIADIN BALCIBIL(os) F. |

Lectura de N. Criniti

Imagen del bronce en Universidad de Navarra.

## Comentario
Es interesante observar que los jinetes de Lérida ya poseen nombre romanos, a pesar de que sus padres (F. equivale a FILIVS o ‘hijo’) aún tienen nombres íberos. En cambio los jinetes de Salduie tienen nombres indígenas, tanto padres como hijos. El hecho permite observar el proceso de romanización temprana del valle del Ebro.
Se puede observar que los nombres íberos están compuestos por elementos que se repiten: SOSI, TIBAS, ADIN, BELES, etc. Estos elementos se encuentran también en escritura íbera: sosin, tibas, atin, beleś, etc. 
Así podemos comparar:
suise-taŕtin → SUISETARTEN

bilos-tibas → BILUSTIBAS

oŕtin-beleś → ORDUMELES

ńbaŕ-beleś → UMARBELES

con la natural adaptación de los nombres nativos por los hablantes romanos.

## Gentilicios
Menciona los pueblos iberos:
- Salluitana, Salduie (Zaragoza)
- Bagarensis, quizá Bacasis (Manresa)
- [...]censes, quizá Ausa (Vich)[3]
- Ilerdenses, Ilerda (Lérida)
- Begensis, quizá Begas (Barcelona)
- Segienses, Segia (Ejea de los Caballeros)
- Ennegenses
- Libenses,  Libia (Herramélluri)
- Suconsenses, Succosa (Cariñena)
- Illuersensis, Ilurcis (Alfaro)